# Ruscino
Ruscino (in latino Ruscino) è un sito archeologico romano che si trova nel sud-ovest della Francia, nella regione della Linguadoca-Rossiglione, a circa 1 kilometro a est di Perpignano, in una località detta oggi Château Roussillon o Castellrosselló in catalano.

## Storia
I recenti ritrovamenti attestano la presenza umana nella zona di Ruscino fino dal Neolitico, anche se i primi insediamenti stabili sono documentati solo alla fine del VI secolo a.C.
Tra il III e il II secolo a.C. Ruscino divenne una delle città abitate dai Volci Tectosagi, una popolazione celtica proveniente dalla zona danubiana. Nel 121 a.C. i Romani conquistarono la Gallia Narbonese e Ruscino iniziò la sua romanizzazione. La costruzione della Via Domizia, che attraversava la città collegandola con i centri vicini di Narbo Martius (Narbona), Baetiris (Béziers) e le città costiere di Portus Veneris (Port-Vendres) e Banyuls, favorì gli scambi commerciali e lo sviluppo della città che conobbe il suo apice nel I secolo sotto il principato di Ottaviano Augusto con la costruzione del Foro.
Verso la fine dell'Impero romano, nel 462, la zona di Ruscino passò sotto i Visigoti che mantennero il controllo della regione, detta allora Settimania, fino alla conquista da parte dagli Arabi nel 720 d.C. Della presenza araba nel territorio ci sono pochissime testimonianza, fra queste proprio nel territorio di Ruscino viene un'importante conferma costituita da circa quaranta sigilli in piombo recanti iscrizioni in caratteri cufici e risalenti all'VIII secolo.
Nel 760 il re franco Pipino il Breve riconquistò la regione del Rossiglione e con essa Ruscino. Nel periodo carolingio il villaggio cambia il suo nome prima in "Ruscellio", poi "Rosciliona", che diventerà Chateau-Roussillon.
Sotto il regno di Carlo Magno Chateau-Roussillon diventa la capitale amministrativa della Contea del Rossiglione. Il primo Conte di Rossiglione di cui si hanno notizie fu Gocelone, conte dall'812 all'832. Tra il X e il XIII secolo venne costruito, probabilmente in più periodi, il castello, di cui oggi restano la torre e la cappella di Santa Maria.
Sotto il conte Guislaberto I (991 - 1013) la residenza comitale fu spostata da Chateau-Roussillon a Perpignano, iniziando quindi il declino della città.

## Struttura del sito
Il sito archeologico si trova su una bassa collinetta che si affaccia sul Tet. In esso si individuano i resti di un insediamento di epoca romana, una chiesa medioevale con torre, i resti di una abitazione dell'età del ferro. Sul posto è in via di realizzazione un museo gestito dal locale Centro archeologico di Ruscino.

### Insediamento romano

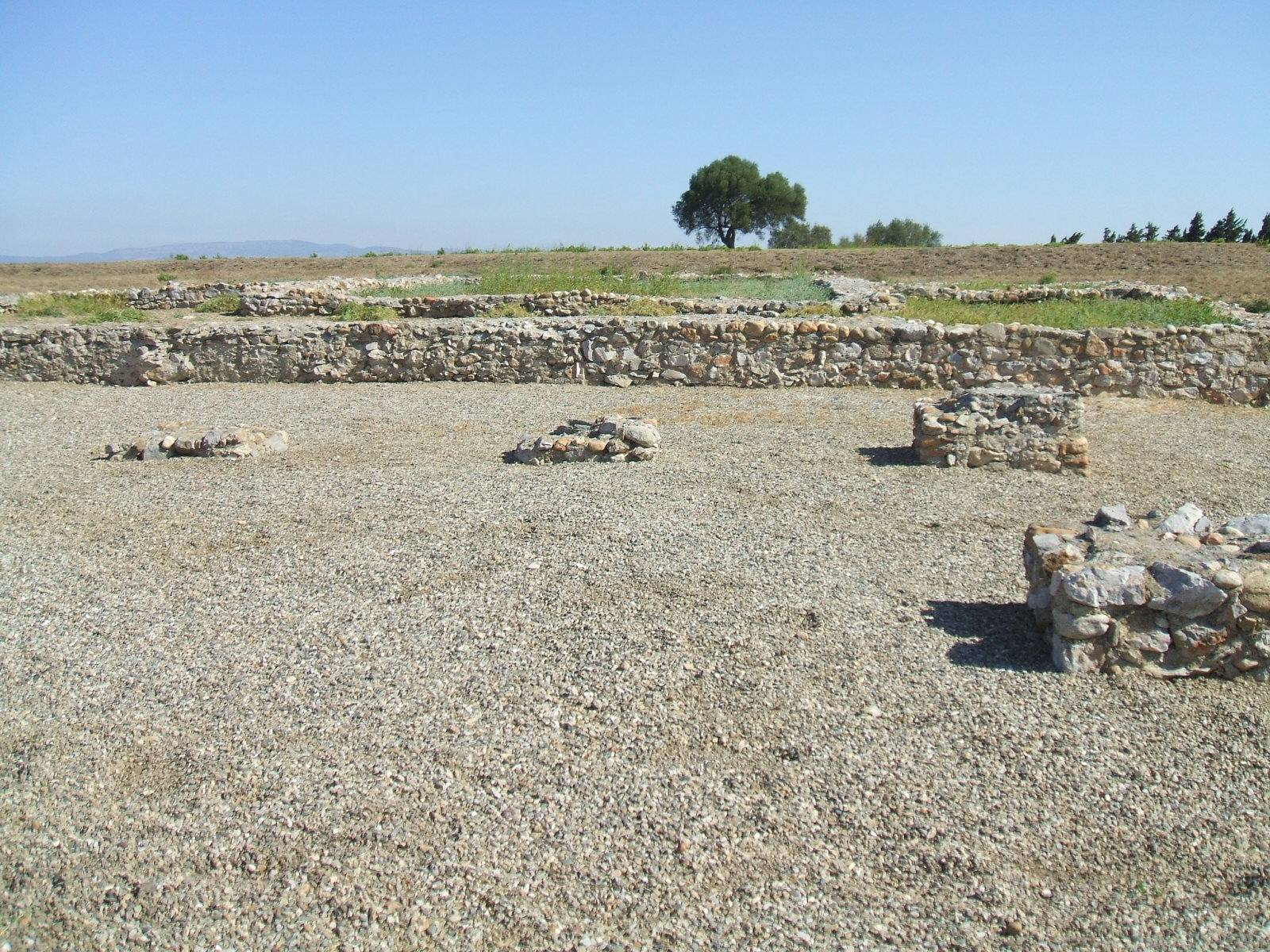
Forum

I reperti risalenti all'epoca romana occupano un'area di circa 3.000 m², composta da due sezioni: la sezione ovest dove si trova il Foro con la basilica e i negozi e la sezione nord-est dove si trovano i resti di una zona residenziale con relative terme.
- La basilica si trova sul lato ovest di uno spazio aperto circondato su tutti e quattro i lati da un portico, con il lato est costituito da fila di negozi addossati sul muro esterno del foro. La basilica è quindi concepita come un colonnato aperto verso il forum non vi è alcun muro, ma solo un portico che fa parte della struttura del forum. La basilica è formata da tre navate, con le colonne disposte in un rettangolo 4 x 8 colonne, in cui la navata centrale è piuttosto stretta a causa della posizione delle colonne che formano sul lato stretto un intercolunnio più piccolo che sul lato lungo. L'asse longitudinale è disposto in direzione nord-sud. All'estremo nord si trova una sala per l'amministrazione della giustizia e dietro, una costruzione successiva, più elevata rispetto al resto, che era una curia per le riunioni degli amministratori locali o un tempio dedicato ad Augusto.
- Sul lato est della basilica si apre il forum. Due gallerie coperte ai lati nord e sud del forum collegano la basilica a una serie di negozi (tabernae) posti di fronte alla basilica. Nella parte centrale scoperta sono visibili i resti di due piedistalli che ospitavano probabilmente delle statue equestri attestanti il culto imperiale.
- A nord-est del forum si trovano i resti di una zona residenziale con abitazioni e un centro termale. Dagli scavi di questa zona sono stati recuperati un pezzo di mosaico e alcuni elementi decorativi in gesso.

### Resti medioevali

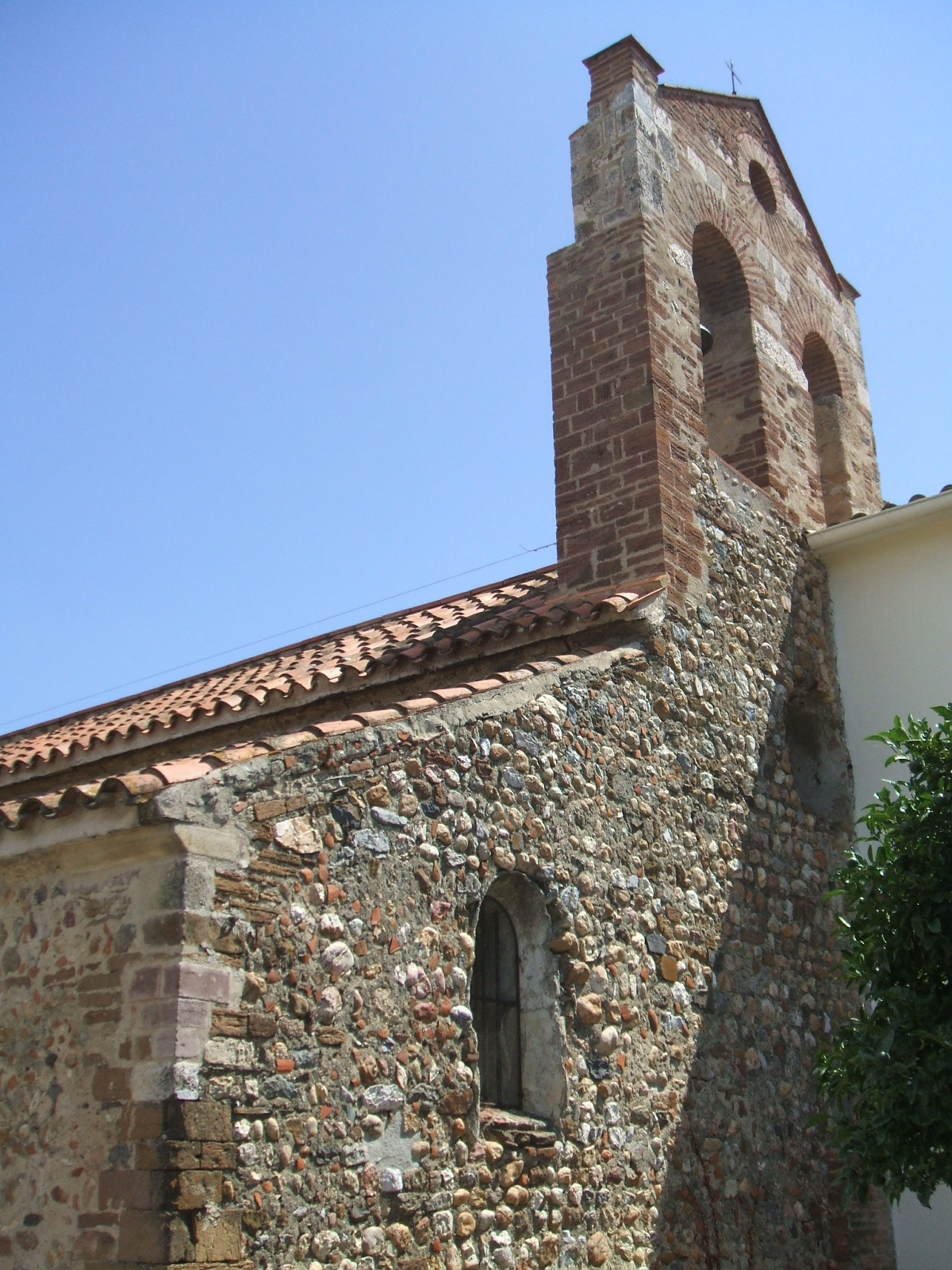
Chiesa di Santa Maria e San Pietro

I resti di epoca medioevale si trovano all'estremo nord del sito e sono costituiti da una chiesa ed una torre di avvistamento.
La chiesa di Santa Maria e San Pietro risale in parte all'XI secolo (parte nord e muri sud e ovest) ed in parte al secolo successivo. In stile romanico è costituita da due navate affiancate con l'asse maggiore in direzione ovest-est. La navata nord è più stretta e termina sul lato est con una piccola abside disassata. La navata sud è più larga e di forma leggermente svasata e anch'essa termina sul lato est con una grande abside. Sulla facciata ovest è presente una torre che ospita le campane.
Di fronte alla chiesa in direzione nord si trova la torre. Alta circa 20 metri, a pianta circolare, fu costruita intorno al XIII secolo come parte delle fortificazioni indicate nei testi come Castrum Rossilione.

### Resti dell'età del ferro
Tra il 2000 e il 2002, durante i lavori per la costruzione del parcheggio del Museo archeologico, sono stati scoperti i resti di una abitazione risalente al VI secolo a.C. (tardo bronzo — prima età del ferro). Gli scavi hanno permesso di ricostruire con grande precisione la casa costruita in legno e canne avente una struttura molto simile alle capanne di pescatori ritrovate lungo la costa. La scoperta del piano completo dell'abitazione e il buon stato di conservazione delle finiture interne hanno costituito un caso di studio per la ricostruzione a grandezza naturale della casa. Dopo aver proceduto a varie modellazioni in scala è stato predisposto un piano di realizzazione che si è concretizzato fra l'estate del 2007 e la primavera del 2008 con la realizzazione della struttura esterna e il tetto, successivamente è previsto il completamento con le parti interne.